# حمید هوشنگی
حمید هوشنگی (۱۳۲۷–۱۷ آبان ۱۳۹۷) روزنامه‌نگار ایرانی بود. او کارش را از سال ۱۳۵۲ در سازمان رادیو تلویزیون ملی ایران شروع کرد و از سال ۱۳۵۹ تا ۱۳۶۴ معاون خبر ایرنا بود.